# Carol Dysinger
Carol Dysinger (* 20. Jahrhundert) ist eine Professorin an der New York University und Filmemacherin. Ihr Dokumentar-Kurzfilm Learning to Skateboard in a Warzone (If You’re a Girl) gewann 2020 den Oscar.
Carol Dysinger ist ein Assistenz-Professor im Graduierten-Programm für Filmkunst an der Tisch School of Arts der New York University.

## Leben
Dysinger begann ihre Karriere im Showbusiness als Theaterschauspielerin in New York City. Der erste Schritt zur Filmkunst war das Bearbeiten von Musikvideos für The Clash. Es folgte das Schreiben und Editieren von Drehbüchern für diverse große Filmstudios in Los Angeles.
2005 begann sie Afghanistan für ihren ersten eigenen Dokumentarfilm in Spielfilmlänge zu bereisen. Camp Victory Afghanistan (2010) war das Ergebnis, dass etwa im MoMA und bei Human Rights Watch gezeigt wurde. Dann drehte sie One Bullet Afghanistan was eine Reihe von Filmen über das Leben in Afghanistan nach 9/11 werden sollte. Camp Victory befasste sich mit der amerikanischen Mission im Afghanistankrieg und der Ausbildung des lokalen Militärs. Ihr vorerst letzter Film aus Afghanistan ist der Kurzdokumentarfilm Learning to Skateboard in a Warzone (If You’re a Girl) von 2019. Der Film wurde mit dem IDA Award. und bei der Oscarverleihung 2020 mit dem Oscar für den Besten Dokumentar-Kurzfilm ausgezeichnet.
Sie ist seit 2018 Fellow der Guggenheim Foundation Sie leitet ferner Workshops am Sundance Institute.
Carol Dysinger ist die Drehbuchautorin von Holding Liat, einem Dokumentarfilm, der seine Weltpremiere auf der 75. Berlinale feiern wird.